# ПСМ-Р

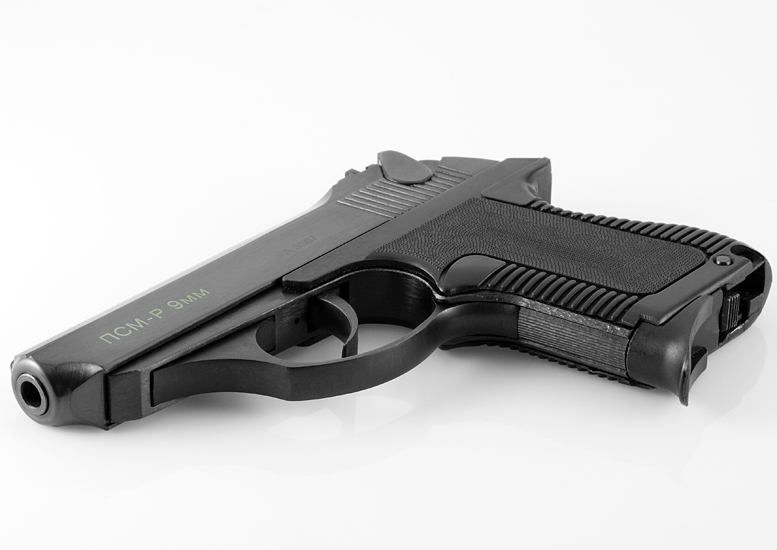
Травматичний пістолет - ПСМ-Р

Травматичний пістолет ПСМ-Р (Пістолет Самозарядний Малогабаритний) — самозарядний пістолет калібру 9 мм Р. А., розроблений на базі бойового аналога ПСМ. Ідеальний для прихованого носіння.
За задумом конструкторів бойовий ПСМ призначався для озброєння вищого командного складу радянської армії. Основними вимогами до нового пістолета були — плоска конструкція без виступаючих на бічних поверхнях частин, товщина із сірникову коробку і маса зі спорядженим магазином не більше 500 грам.
Травматична версія ПСМ-Р виконана з тих самих матеріалів, що і бойовий варіант. Затвор, рамка та інші деталі виконані з збройової сталі, накладки на рукоятці і кришка магазина зі зміненою формою для кращого хвата виконані з пластику.
Ударно-спусковий механізм курковий, подвійної дії. Важіль запобіжника розташований зліва на затворі поруч з курком. При постановці зброї на запобіжник відбувається автоматичний спуск курка з бойового взводу. Сам запобіжник розташований таким чином, щоб рухом великого пальця при його вимиканні можна було б одночасно звести курок. У конструкції ПСМ-Р є затворна затримка, проте важеля її виключення немає (це зроблено для зменшення числа виступаючих зі зброї деталей). Для зняття затвора з затворної затримки потрібно витягти порожній магазин і, злегка відтягнувши назад відкритий затвор, відпустити його.
На відміну від російської модифікації, український травматик ПСМ-Р не має будь-яких виступів в каналі ствола.